# فلورنسیو ماریا
فلورنسیو ماریا (انگلیسی: Florencio Amarilla; ۳ ژانویهٔ ۱۹۳۵ – ۲۵ اوت ۲۰۱۲) بازیکن سابق فوتبال و مربی اهل پاراگوئه که در پست مهاجم بازی می‌کرد.
وی همچنین در تیم ملی فوتبال پاراگوئه بازی کرده‌است.